# Lovre Čirjak
Lovre Čirjak (Zara, 2 novembre 1991) è un calciatore croato, attaccante o centrocampista dell'Hrvatski vitez Posedarje.